# Yavis
Yavis-syndromet påvisar partiskhet som psykologer och andra som utför terapi har. De som utför terapi önskar arbeta med klienter som kan påvisa terapins framgång och dessa attribut verkar göra det möjligt att påvisa en sådan framgång.
Rekommendationerna från Schofield var att utbilda psykologerna bättre, ha en mer rigorös selektion av de som söker terapi samt finna en tydligare distinktion mellan mental sjukdom och de problem som är normala i människans liv. Schoefield intervjuade 377 psykiatriker, psykologer och socialarbetare och frågade dem om deras ideala klient och dennas attribut. Majoriteten av de intervjuade önskade en gift kvinna, mellan 20 och 40 år, med någon sort högre utbildning samt ett arbete som innefattar ledarskap.

## Namnet
Yavis står för Young, Attractive, Verbal, Intelligent, Successful vilket översatt blir ungefär Ung, Attraktiv, Verbalt begåvad, Intelligent, Framgångsrik). Uttrycket kommer ifrån boken Psychotherapy: The Purchase of Friendship av William Schofield. Schoefield är psykiatriprofessor i Minnesota. Uttrycken beskriver det faktumet att amerikanska psykologer gärna behandlade personer som hade dessa attribut. Detta för att det utgjorde en god möjlighet för ett framgångsrikt resultat av terapin.